# 電子頭脳人間
『電子頭脳人間』（でんしずのうにんげん、原題：The Terminal Man）は、1974年制作のアメリカ合衆国のSFスリラー映画。マイケル・クライトン原作のSF小説「ターミナル・マン」の映画化。

## あらすじ
ロボット工学の権威ハリー・ベンソンは、嗅覚の異常をきっかけに強烈な発作に襲われ、記憶を喪失するという精神疾患を頻繁に起こしていた。また彼自身は憶えていないが、今まで2度も人を殺しそうになっていたため、現在は警察の監視下に置かれていた。
そしてハリーはついに、脳内に電極を埋め込む手術を受けることを決意する。この手術は、電極を通じて発作を感知したコンピューターが、快楽信号を送ることで衝動を抑制するというものだが、まだ動物実験しか成功していなかった。そのため、彼の主治医ジャネット・ロスは彼がその手術を受けることに反対していた。
だが、手術を受けなければ今後も起こるであろう発作による暴力を避けるため、麻薬によって廃人になるしか道はなかったため、ハリーの決意は固く、脳外科の権威であるエリス博士らによって手術が行われる。手術は成功し、その後24時間にわたって監視しながら、コンピューターのテストをすることになった。
ところが、ハリーは手術終了からわずか数時間後に気が変わり、やはり機械にされるのはごめんだと病院を脱走、恋人アンジェラのもとに向かう。ハリーはアンジェラの部屋で時間を過ごしていると、突然発作に襲われ、アイスピックでアンジェラを刺し殺してしまった。
殺人犯となったハリーは、ジャネットの家に姿を現す。ジャネットは何とかして彼を病院に帰させようとするが、彼はそれを拒絶、ナイフを手にジャネットに襲いかかってくる。

## キャスト
- ハリー・ベンソン：ジョージ・シーガル
- ジャネット・ロス：ジョーン・ハケット
- ジョン・エリス：リチャード・ダイサート
- アーサー・マクファーソン：ドナルド・モファット
- ロバート・モリス：マイケル・C・グウィン
- エズラ・マノン：ウィリアム・ハンセン
- アンジェラ・ブラック：ジル・クレイバーグ
- アンダース刑事：ノーマン・バートン
- ラルフ・フリードマン：ジェームズ・シッキング
- ヴィクター・アルゴ